# Segunda campaña de Arenales a la sierra del Perú
La segunda campaña de Arenales en la sierra del Perú son las acciones militares emprendidas por la división al mando de Juan Antonio Álvarez de Arenales dirigida a la sierra del Perú entre abril y julio de 1821.

## Fuerzas de Arenales
| Oficialidad - Juan Antonio Álvarez de Arenales - José Félix Aldao - Agustín Gamarra - Felipe Salaverry Unidades y Comandantes - Batallón Nº 7 de los Andes, Coronel Pedro Conde - Batallón Cazadores del Ejército, Coronel José M. Aguirre - Batallón Voltígeros de la Guardia, Coronel Tomás de Heres - Regimiento de Granaderos a Caballo, comandado por Rudecindo Alvarado - Cuatro piezas de artillería. |

## La campaña
El general San Martín ordena a Arenales incursionar por segunda vez a la sierra al mando de tres batallones de infantería, entre el ellos el Voltígeros de la Guardia, junto al Regimiento de Granaderos a Caballo. En conjunto 2.500 soldados. El 12 de abril de 1821 marchan de Huaura a Pasco. Simultáneamente a estas operaciones se venía desarrollando la campaña de Miller a los puertos intermedios de Tacna y Arica. La división de Arenales ocupó Pasco el 21 de mayo de 1821.  
Para oponerse a Arenales los realistas contaban con 900 hombres al mando de José Carratalá pero que su conocimiento y determinación consiguió detener y retrasar la ofensiva patriota. Sin embargo, el armisticio de Punchauca permitió a Arenales aumentar su división a más de 4.000 soldados que llegaron a alcanzar la provincia de Huancavelica, cortando la retirada del virrey José de la Serna camino de Lima al Cuzco. Sin embargo, José de Canterac al mando de una fuerza de 2.000 hombres consigue reunirse con Carratalá e ir en busca de Arenales. El general Arenales al tener conocimiento de la reunión de fuerzas realistas se retiró a Jauja, y bajo instrucciones de San Martín de evitar un revés, y en la creencia de que se trataba de fuerzas superiores en número, abandonó la sierra para entrar en Lima el 26 de julio de 1821 que ya había sido ocupada por San Martín. 
La retirada de la sierra de la división de Arenales se convirtió en un error decisivo que permitió al virrey La Serna rehacer el Ejército Real del Perú en la sierra, y que había quedado desarticulado durante su repliegue camino al Cuzco, tras verse obligado a abandonar Lima el 6 de julio de 1821.